# Wikidata
O Wikidata é um projeto da Fundação Wikimedia que visa fornecer uma base de dados editada colaborativamente para oferecer suporte para projetos tais como a Wikipédia. O Wikidata foi lançado em 30 de outubro de 2012. O projeto foi iniciado pela Wikimedia Deutschland e pretender fornecer uma origem comum de certos tipos de dados, como por exemplo, datas de nascimento, uma classe de dados validados, que possa ser utilizada pelos projetos da Wikimedia operando de forma similar ao funcionamento do Wikimedia Commons para imagens e outros tipos de mídia. Este foi o primeiro novo projeto da Wikimedia Foundation desde 2006.
A criação do projeto foi financiada por doações do Allen Institute for Artificial Intelligence, da Gordon and Betty Moore Foundation, e do Google, Inc., totalizando 1,3 milhão de euros.
Em dezembro de 2015, de acordo com as estatísticas da Wikimedia, metade das informações no Wikidata não tinha fontes. Outros 30% são marcados como provenientes da Wikipedia.
A Biblioteca do Congresso rastreia os itens da plataforma, aumentando significantemente a credibilidade dos dados. Recebe também ajuda da Association of Research Libraries, Federação Internacional de Associações e Instituições Bibliotecárias e do Program for Cooperative Cataloging. Também foram desenvolvidos códigos para a detecção automática de vandalismos.

## Concept

Este diagrama mostra os termos mais importantes usados no Wikidata.

O Wikidata é um banco de dados orientado a documentos, com foco em itens que representam qualquer tipo de tópico, conceito ou objeto. Cada item recebe um identificador persistente único chamado de seu QID, um número inteiro positivo prefixado com a letra maiúscula "Q" . Com isso, é possível fazer traduções das informações básicas que descrevem o tópico que cada item abrange, sem privilegiar nenhum idioma específico.
Exemplos de itens e seus QIDs: Jogos Olímpicos de Verão de 1988 (Q8470), amor (Q316), Johnny Cash (Q42775), Elvis Presley (Q303) e Gorila (Q36611).
Os rótulos dos itens não precisam ser exclusivos. Por exemplo, existem dois itens chamados "Elvis Presley": Elvis Presley (Q303), que representa o cantor e ator americano, e Elvis Presley (Q610926), que representa seu álbum homônimo. No entanto, a combinação de um rótulo e sua descrição deve ser exclusiva. Para evitar ambiguidade, o QID de um item é vinculado a essa combinação.

### Partes principais

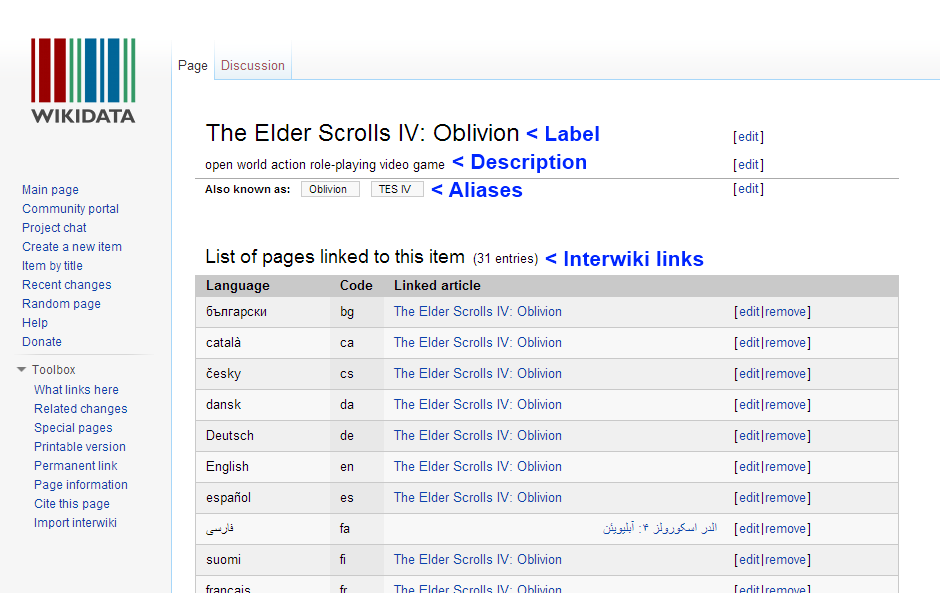
Um layout dos quatro componentes principais de uma página Wikidata da fase 1: o rótulo, a descrição, os aliases e os links interlinguísticos

Fundamentalmente, um item consiste em:
- Um identificador (o QID), relacionado a um rótulo e uma descrição.
- Opcionalmente, vários aliases e algumas instruções (e suas propriedades e valores).

### Declarações

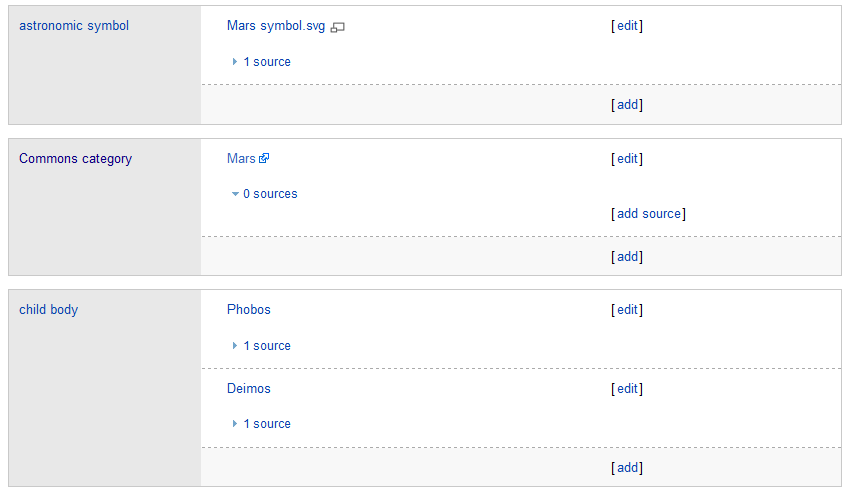
Três afirmações do item do Wikidata sobre o planeta Marte (Q111). Os valores incluem links para outros itens e para o Wikimedia Commons.

Declarações são como qualquer informação conhecida sobre um item é registrada no Wikidata. Formalmente, elas consistem em pares chave-valor, que correspondem a uma propriedade (como "autor" ou "data de publicação") com um ou mais valores de entidade (como " Sir Arthur Conan Doyle " ou "1902"). Por exemplo, a declaração informal em inglês "milk is white" (leite é branco, em tradução livre) seria codificada por uma declaração que emparelha a propriedade cor (P462) com o valor branco (Q23444) sob o item leite (Q8495).
As declarações podem mapear uma propriedade para mais de um valor. Por exemplo, a propriedade "ocupação" de Marie Curie poderia ser vinculada aos valores "física" e "química", para refletir o fato de que ela se dedicava a ambas as ocupações. 
Os valores podem assumir vários tipos, incluindo outros itens do Wikidata, strings, números ou arquivos de mídia. As propriedades prescrevem com quais tipos de valores eles podem ser pareados. Por exemplo, a propriedade sítio oficial (P856) só pode ser pareada com valores do tipo "URL". 
De forma opcional, qualificadores podem ser usados para refinar o significado de uma declaração, fornecendo informações adicionais. A título de ilustração, uma declaração "população" pode ser modificada com um qualificador como "ponto no tempo (P585): 2011" (como seu próprio par chave-valor). Os valores nas declarações também podem ser anotados com referências, apontando para uma fonte que respalde o conteúdo da declaração.  Assim como nas declarações, todos os qualificadores e referências são pares propriedade-valor.

### Propriedades

Exemplo de uma declaração simples que consiste em um par propriedade-valor

Cada propriedade possui um identificador numérico prefixado com P maiúsculo e uma página no Wikidata com rótulo, descrição, aliases e instruções opcionais. Assim, existem propriedades com o único propósito de descrever outras propriedades, como subpropriedade de (P1647).
Propriedades também podem definir regras mais complexas sobre seu uso pretendido, denominadas restrições. Por exemplo, a propriedade capital (P36) inclui uma "restrição de valor único", refletindo a realidade de que (tipicamente) territórios possuem apenas uma capital. Restrições são tratadas como alertas e dicas de teste, em vez de regras invioláveis. 
Para uma a criação de uma nova propriedade, é necessário um processo de discussão entre a comunidade.  
Das atuais propriedades, a mais usada é cita (P2860), que é usada em mais de 290.000.000 de páginas de itens Desde novembro de  2023. 

### Lexemas

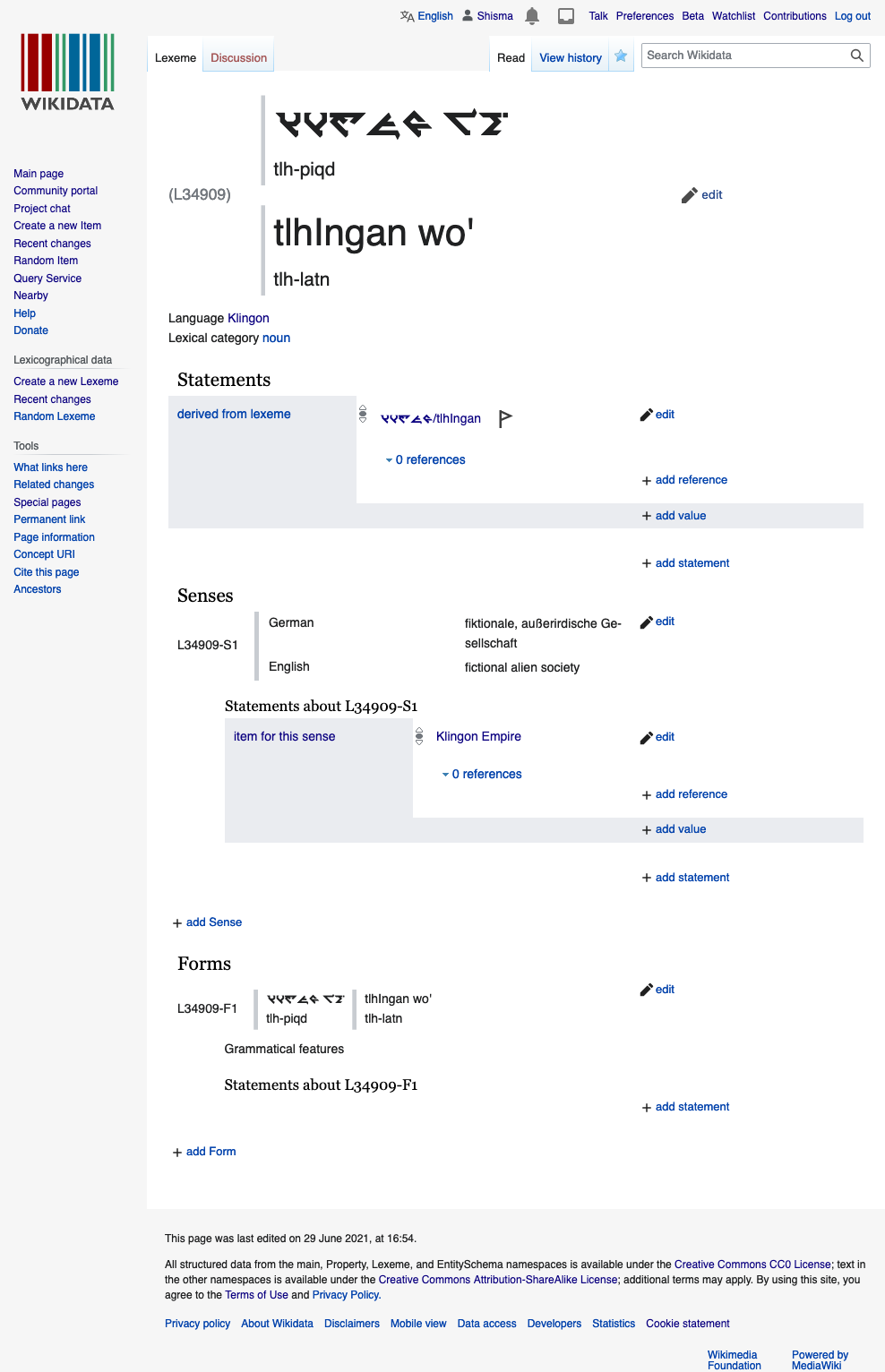
Entrada do lexema Klingon do Wikidata

Em linguística, um lexema é uma unidade de significado lexical que representa um grupo de palavras que compartilham o mesmo significado central e características gramaticais.   Da mesma forma, os lexemas do Wikidata são itens com uma estrutura que os torna mais adequados para armazenar dados lexicográficos. Desde 2016, o Wikidata oferece suporte a entradas lexicográficas na forma de lexemas. 
No Wikidata, as entradas lexicográficas têm um identificador diferente das entradas de itens regulares. Essas entradas são prefixadas com a letra L, como nas entradas de exemplo para livro e vaca. As entradas lexicográficas no Wikidata podem conter declarações, sentidos e formas.  O uso de entradas lexicográficas no Wikidata permite a documentação do uso de palavras, a conexão entre palavras e itens no Wikidata, traduções de palavras e ativa dados lexicográficos legíveis por máquina.
Em 2020, as entradas lexicográficas no Wikidata ultrapassaram 250.000. O idioma com mais entradas lexicográficas foi o russo, com 101.137 lexemas, seguido pelo inglês, com 38.122 lexemas. Existem mais de 668 idiomas com entradas lexicográficas no Wikidata. 

### Esquemas de entidade

Esquema de entidade humana no Wikidata

No Wikidata, um esquema é um modelo de dados que descreve os atributos necessários para um item de dados.  Por exemplo, um item de dados que usa o atributo "instância de" com o valor "humano" normalmente incluiria atributos como "local de nascimento", "data de nascimento", "data de falecimento" e "local de falecimento".  O esquema de entidade no Wikidata utiliza Shape Expression (ShEx) para descrever os dados em itens do Wikidata na forma de um Resource Description Framework (RDF).  O uso de esquemas de entidade no Wikidata ajuda a resolver inconsistências de dados e vandalismo descontrolado. 
Janeiro de 2019 marcou o início do desenvolvimento de uma nova extensão para o MediaWiki, para permitir o armazenamento de ShEx em um namespace separado.   Os esquemas de entidade são armazenados com identificadores diferentes daqueles usados para itens, propriedades e lexemas. Os esquemas de entidade são armazenados com um identificador "E", como E10 para o esquema de entidade de instâncias de dados humanos e E270 para o esquema de entidade de instâncias de dados de construção. Esta extensão foi instalada no Wikidata  e permite que os contribuidores usem ShEx para validar e descrever dados do Resource Description Framework em itens e lexemas. Qualquer item ou lexema no Wikidata pode ser validado em relação a um esquema de entidade, e isso o torna uma ferramenta importante para garantia de qualidade.
1. ↑  Q is the first initial of Qamarniso Vrandečić (née Ismoilova), an Uzbek Wikimedian married to Wikidata co-developer Denny Vrandečić.[1]

1. ↑  Vrandečić, Denny; Pintscher, Lydia; Krötzsch, Markus (30 April 2023). «Wikidata: The Making of». Companion Proceedings of the ACM Web Conference 2023. [S.l.: s.n.] pp. 615–624. ISBN 9781450394192. doi:10.1145/3543873.3585579 Verifique data em: |data= (ajuda)
2. ↑  «Help:Statements – Wikidata». www.wikidata.org. Consultado em 20 February 2019. Arquivado do original em 25 March 2019 Verifique data em: |acessodata=, |arquivodata= (ajuda)
3. ↑  «Help:Data type – Wikidata». www.wikidata.org. Consultado em 20 February 2019. Arquivado do original em 23 March 2019 Verifique data em: |acessodata=, |arquivodata= (ajuda)
4. ↑  «Help:Sources – Wikidata». www.wikidata.org. Consultado em 20 February 2019. Arquivado do original em 17 April 2019 Verifique data em: |acessodata=, |arquivodata= (ajuda)
5. ↑  «Help:Property constraints portal». Wikidata. Consultado em 20 February 2019. Arquivado do original em 1 June 2019 Verifique data em: |acessodata=, |arquivodata= (ajuda)
6. ↑  Cochrane, Euan (30 September 2016). «Wikidata as a digital preservation knowledgebase». openpreservation.org. Consultado em 5 January 2022. Arquivado do original em 5 January 2022 Verifique data em: |acessodata=, |arquivodata=, |data= (ajuda)
7. ↑  Samuel, John (15 August 2018). Experimental IR Meets Multilinguality, Multimodality, and Interaction. CLEF 2018. Lecture Notes in Computer Science. 11018. p. 129. ISBN 978-3-319-98931-0. doi:10.1007/978-3-319-98932-7_12 Verifique data em: |data= (ajuda)
8. ↑  «Wikidata:Database reports/List of properties/Top100». Consultado em 18 November 2023. Arquivado do original em 24 February 2023 Verifique data em: |acessodata=, |arquivodata= (ajuda)
9. ↑  Andreou, Marios (27 de março de 2019), «Lexemes», ISBN 978-0-19-977281-0, Oxford University Press, Linguistics (em inglês), doi:10.1093/obo/9780199772810-0232, consultado em 17 de agosto de 2024 Parâmetro desconhecido |dataarquivo= ignorado (ajuda)
10. ↑  Bonami, Olivier; Boyé, Gilles; Dal, Georgette; Giraudo, Hélène; Namer, Fiammetta (23 de agosto de 2018). The Lexeme In Descriptive And Theoretical Morphology. [S.l.]: Language Science Press. doi:10.5281/zenodo.1402520
11. ↑  Nielsen, Finn Årup (2019),  Hitzler, Pascal; Kirrane, Sabrina; Hartig, Olaf; de Boer, Victor, eds., «Ordia: A Web Application for Wikidata Lexemes», ISBN 978-3-030-32326-4, Cham: Springer International Publishing, The Semantic Web: ESWC 2019 Satellite Events, Lecture Notes in Computer Science (em inglês), 11762: 141–146, doi:10.1007/978-3-030-32327-1_28, consultado em 17 de agosto de 2024
12. ↑  «Wikidata:Lexicographical data/Documentation – Wikidata». www.wikidata.org. Consultado em 13 November 2018. Arquivado do original em 13 November 2018 Verifique data em: |acessodata=, |arquivodata= (ajuda)
13. ↑  Nielsen, Finn (May 2020).  Ionov, Maxim; McCrae, John P.; Chiarcos, Christian; Declerck, Thierry; Bosque-Gil; Gracia, Jorge, eds. «Lexemes in Wikidata: 2020 status». Marseille, France: European Language Resources Association. Proceedings of the 7th Workshop on Linked Data in Linguistics (LDL-2020) (em inglês): 82–86. ISBN 979-10-95546-36-8 Verifique data em: |data= (ajuda)
14. 1 2  Werkmeister, Lucas (2018). Schema Inference of Wikidata (PDF) (em inglês). Karlsruhe: Fakultät für Informatik, Karlsruhe Institute of Technology
15. ↑  Erxleben, Fredo; Günther, Michael; Krötzsch, Markus; Mendez, Julian; Vrandečić, Denny (2014), «Introducing Wikidata to the Linked Data Web», ISBN 978-3-319-11963-2, Cham: Springer International Publishing, Lecture Notes in Computer Science: 50–65, doi:10.1007/978-3-319-11964-9_4, consultado em 18 de agosto de 2024
16. ↑  Thornton, Katherine; Solbrig, Harold; Stupp, Gregory S.; Labra Gayo, Jose Emilio; Mietchen, Daniel; Prud’hommeaux, Eric; Waagmeester, Andra (2019),  Hitzler, Pascal; Fernández, Miriam; Janowicz, Krzysztof; Zaveri, Amrapali, eds., «Using Shape Expressions (ShEx) to Share RDF Data Models and to Guide Curation with Rigorous Validation», ISBN 978-3-030-21347-3, Cham: Springer International Publishing, The Semantic Web (em inglês), 11503: 606–620, doi:10.1007/978-3-030-21348-0_39 Parâmetro desconhecido |dataarquivo= ignorado (ajuda)
17. ↑  «Extension:EntitySchema – MediaWiki». mediawiki.org. Consultado em 10 September 2021. Arquivado do original em 25 June 2021 Verifique data em: |acessodata=, |arquivodata= (ajuda)
18. ↑  «Initial empty repository». Gerrit. 15 January 2019. Consultado em 12 June 2022. Arquivado do original em 19 March 2022 Verifique data em: |acessodata=, |arquivodata=, |data= (ajuda)
19. ↑  «Version – Wikidata». Wikidata.org. Consultado em 10 September 2021. Arquivado do original em 19 October 2021 Verifique data em: |acessodata=, |arquivodata= (ajuda)